# Przyrwa (dopływ Łęgu)
Przyrwa – rzeka, lewostronny dopływ Łęgu o długości 34,47 km.
Płynie w województwie podkarpackim. Dawniej zwana Trześnią, lecz od nazwy dworu „Przerwa” w dzisiejszych Zarębkach zmieniono na Przyrwa.
W górnym biegu, do ujścia Świerczówki płynie pod nazwą Nil.